# Never Give Up
Never Give Up är en låt framförd av Maria Sur i Melodifestivalen 2023. Låten som deltog i den andra deltävlingen, gick vidare till finalen.
Låten är skriven av Anderz Wrethov och Laurell Barker.